# Kampioenschap van Vlaanderen 2000
Il Kampioenschap van Vlaanderen 2000, ottantacinquesima edizione della corsa, si svolse il 15 settembre 2000 su un percorso di 182 km, con partenza e arrivo a Koolskamp. Fu vinto dal belga Niko Eeckhout della Palmans-Ideal davanti all'olandese John Talen e al belga Chris Peers.

## Ordine d'arrivo (Top 10)
| Pos. | Corridore            | Squadra                             | Tempo    |
| ---- | -------------------- | ----------------------------------- | -------- |
| 1    | Niko Eeckhout        | Palmans-Ideal                       | 4h11'00" |
| 2    | John Talen           | Spar-Oki                            | s.t.     |
| 3    | Chris Peers          | Cofidis                             | a 14"    |
| 4    | Geert Omloop         | Collstrop-De Federale Verzekeringen | s.t.     |
| 5    | Rudi Kemna           | Bankgiroloterij-Batavus             | s.t.     |
| 6    | Bert Roesems         | Tonissteiner-Landbouwkrediet        | s.t.     |
| 7    | Steven de Jongh      | Rabobank                            | s.t.     |
| 8    | Christophe Detilloux | Lotto-Adecco                        | s.t.     |
| 9    | Didier Deceunink     | Spar-Oki                            | s.t.     |
| 10   | Filip Vereecke       | Ville de Charleroi-Newsystems       | s.t.     |